# Craibia brownii
Craibia brownii är en ärtväxtart som beskrevs av Stephen Troyte Dunn. Craibia brownii ingår i släktet Craibia, och familjen ärtväxter. Inga underarter finns listade i Catalogue of Life.